# 34049 Myrelleangela
34049 Myrelleangela este o planetă minoră (asteroid), cu un diametru de 3,301 km, din centura de asteroizi. A fost descoperită pe 30 iulie 2000 la Experimental Test Site⁠(d) de Lincoln Near-Earth Asteroid Research. 
Obiectul prezintă o orbită caracterizată de o semiaxă mare de 2,8038336 UAi, o excentricitate de 0,14, o înclinație de 5,66676 ° în raport cu ecliptica.